# Cậu nhóc nhỏ
Sonny Boy (Nhật: サニーボーイ) là một bộ anime truyền hình gốc thuộc thể loại khoa học viễn tưởng, sinh tồn được sản xuất bởi Madhouse và do Natsume Shingo đạo diễn kiêm biên kịch. Anime được phát sóng trên Tokyo MX và các kênh khác từ tháng 7 đến tháng 10 năm 2021.

## Nội dung
Vào ngày 16 tháng 8, một kỳ nghỉ hè bắt đầu nhưng trường trung học của Nagara lại không thể tận hưởng trọn vẹn thời gian đó. Ngôi trường đột nhiên bị trôi dạt vào chiều không gian khác cùng với 36 học sinh. Tại đây, mỗi người thức tỉnh mỗi năng lực siêu nhiên của bản thân để cố gắng sinh tồn, đối mặt với những sự kiện đầy bí ẩn trong khi nỗ lực tìm cách quay về thế giới ban đầu. 

## Nhân vật
Nagara (長良)
Lồng tiếng bởi: Ichikawa Aoi
Nozomi (希)
Lồng tiếng bởi: Ōnishi Saori
Mizuho (瑞穂)
Lồng tiếng bởi: Yūki Aoi
Asakaze (朝風)
Lồng tiếng bởi: Kobayashi Chiaki
Rajdhani (ラジダニ Rajidani)
Lồng tiếng bởi: Gotō Hiroki
Hoshi (明星)
Lồng tiếng bởi: Naitō Ami
Pony (ポニー Ponī)
Lồng tiếng bởi: Sato Hana
Cap (キャップ Kyappu)
Lồng tiếng bởi: Ueda Yōji
Hayato (はやと)
Lồng tiếng bởi: Yamamoto Shōta
Shanghai (上海 (Thượng Hải) Sanghai)
Lồng tiếng bởi: Ogino Kana
Aki-sensei (あき先生)
Lồng tiếng bởi: Kakuma Ai
Voice (ヴォイス)
Lồng tiếng bởi: Ōkawa Tōru
Yamabiko (やまびこ)
Lồng tiếng bởi: Kenjiro Tsuda
Kodama (こだま)
Lồng tiếng bởi: Taketatsu Ayana
Sensō (戦争)
Lồng tiếng bởi: Yusa Kōji
Kaichō (会長)
Lồng tiếng bởi: Sonozaki Mie
Koumori-senpai (コウモリ先輩)
Lồng tiếng bởi: Hasegawa Yoshiaki
Futatsuboshi (二つ星)
Lồng tiếng bởi: Matsuno Taiki
Susugashira (スス頭)
Lồng tiếng bởi: Nakashima Takuya
Sou / Seiji (ソウ / セイジ)
Lồng tiếng bởi: Furukawa Makoto
Kossetsu (骨折)
Lồng tiếng bởi: Ozaki Yuka

## Sản xuất và phát hành
Vào ngày 28 tháng 4 năm 2021, Madhouse công bố một dự án anime mới của hãng có tên Sonny Boy sẽ lên sóng truyền hình, đồng thời một đoạn trailer của anime được đăng tải lên kênh YouTube Shochiku vào cùng ngày. Natsume Shingo được phân làm chỉ đạo và viết kịch bản cho Sonny Boy, với phần thiết kế nhân vật của Eguchi Hisashi. Ban nhạc Ging Nang Boyz biểu diễn bài hát chủ đề là "Shōnen Shōjo" (少年少女 "Chàng trai, cô gái").
Anime được phát sóng từ ngày 16 tháng 7 đến ngày 1 tháng 10 năm 2021 trên Tokyo MX và các kênh truyền hình khác, với tập đầu tiên có buổi chiếu sớm trực tuyến vào ngày 19 tháng 6  và chỉ khả dụng trong khu vực Nhật Bản. Các tập phim sẽ được phát hành lại dưới dạng đĩa Blu-ray vào ngày 8 tháng 12 năm 2021. Funimation công chiếu anime bên ngoài khu vực châu Á với phụ đề tiếng Anh, kèm theo một bản lồng tiếng Anh chiếu vào ngày 16 tháng 9. Medialink được cấp phép chiếu anime tại Nam Á và Đông Nam Á trên kênh YouTube Ani-One Asia.

## Danh sách tập phim
| Tập | Tiêu đề                                                                 | Đạo diễn                     | Biên kịch      | Ngày phát sóng   |
| --- | ----------------------------------------------------------------------- | ---------------------------- | -------------- | ---------------- |
| 1   | "Natsu no hate no shima" (「夏の果ての島」)                             | Natsume Shingo               | Natsume Shingo | 16 tháng 7, 2021 |
| 2   | "Eirianzu" (「エイリアンズ」)                                           | Kitagawa Tomoya              | Natsume Shingo | 23 tháng 7, 2021 |
| 3   | "Geta o haita neko" (「下駄を履いたネコ」)                              | Saitō Keiichirō              | Natsume Shingo | 30 tháng 7, 2021 |
| 4   | "Idainaru monkī bēsubōru" (「偉大なるモンキー・ベースボール」)          | Gahi Imu                     | Natsume Shingo | 6 tháng 8, 2021  |
| 5   | "Tobu kyōshitsu" (「跳ぶ教室」)                                         | Ishikura Rei                 | Natsume Shingo | 13 tháng 8, 2021 |
| 6   | "Nagai sayonara" (長いさよなら)                                         | Kitagawa Tomoya              | Natsume Shingo | 20 tháng 8, 2021 |
| 7   | "Road Book" "Rōdo Bukku" (ロード・ブック)                               | Masui Kento                  | Natsume Shingo | 27 tháng 8, 2021 |
| 8   | "Warai inu" (笑い犬)                                                    | Saitō Keiichirō              | Natsume Shingo | 3 tháng 9, 2021  |
| 9   | "Kono sake chazuke, sake wasureteru nya" (この鮭茶漬け、鮭忘れてるニャ) | Kashiwa Atsushi              | Natsume Shingo | 10 tháng 9, 2021 |
| 10  | "Natsu to shura" (夏と修羅)                                             | Kitagawa Tomoya Matsui Kento | Natsume Shingo | 19 tháng 9, 2021 |
| 11  | "Shōnen to umi" (少年と海)                                              | Ōno Nichika                  | Natsume Shingo | 26 tháng 9, 2021 |
| 12  | "Ni nenkan no kyūka" (二年間の休暇)                                     | Natsume Shingo               | Natsume Shingo | 1 tháng 10, 2021 |